# Dilraba Dilmurat
Dilraba Dilmurat (en uigur: دىلرەبا دىلمۇرات, ULY: Dilraba Dilmurat; en chino: 迪丽热巴·迪力木拉提, pinyin: Dílìrèbā Dílìmùlātí; Ürümqi, Xinjiang; 3 de junio de 1992), conocida artísticamente como Dilireba o Reba, es una popular actriz, modelo y presentadora china de etnia uigur.

## Biografía
Nació el 3 de junio de 1992, en Urumchi, Xinjiang. Es de origen uigur. 
Estudió en el "Shanghai Theatre Academy". 
Habla con fluidez uigur (nativo), chino mandarín, inglés, japonés y ruso (básico) también sabe un poco de coreano.

## Carrera
Es miembro de la compañía "Jay Walk Studio"Jiaxing Media.
En 2013, Dilraba hizo su debut como actriz en la serie Anarhan, interpretando el rol protagónico. La serie ganó una nominación por "Serie de Televisión Sobresaliente" en la 30.ª edición de los Flying Apsaras Awards.
Ha participado en varias sesiones fotográficas para "VOGUE", "Super Elle", "Dolce & Gabbana for Elle", "Cosmopolitan China", "Madame Figaro", "Adidas Neo", "Men's Uno", "Men's Uno Young", "Malaysian Feminine", "Grazia China", "Harper's Bazaar China", "Madame Figaro", entre otros.
En 2017 modeló para The Secret Show at Milan Fashion Week de Dolce & Gabbana. En septiembre del 2018 Dilraba modeló nuevamente para Dolce & Gabbana durante el "Milan Fashion Week" y modeló la colección de bolsas "Capucines" de Dolce & Gabbana.
En el 2014 se unió al elenco recurrente de la serie Swords of Legends donde interpretó a Fu Qu, la hija de Hansu (Zong Fengyan) y mejor amiga de Tusu (Li Yifeng).
En el 2015 se unió al elenco principal de la serie The Backlight of Love donde interpretó a Jiang Li, una joven que luego de ser asesinada el día de su boda, se encuentra con un ángel que le da siete días para que descubra al responsable y la razón de su asesinato si quiere su vida de vuelta.
El 28 de noviembre del mismo año apareció como invitada por primera vez en el programa Happy Camp donde participó junto a Leon Zhang, Yang Mi, Bibi Zhou (Zhou Bichang), Bao Beier y Wu Yi. Posteriormente apareció el 22 de octubre de 2016 junto a Ma Su, Du Chun, Peter Sheng y Philip Lau, Dilraba volvió a aparecer en el programa el 18 de febrero de 2017 a Yu Menglong, Wei Daxun, Peter Sheng, Yang Di, Ming Xi y X-NINE. Más tarde el 8 de abril del mismo año apareció nuevamente en el programa junto a Leon Zhang, Vengo Gao, Zhang Liang, Andrew Yin, Sean Zhang, Sheng Ji, Mi Bao y Guan Pingchao. El 12 de diciembre de 2017 volvió a aparecer en el programa junto a Karry Wang, Dong Zijian y Lee Hong-chi. El 17 de febrero de 2018 volvió a aparecer junto a Vin Zhang, Vic Chou, Joey Yung, Wu Lei, Yuan Hong y Zhang Xin Cheng.
En 2016 se unió al elenco principal de la serie Hot Girl donde dio vida a Guan Xiaodi, una joven rebelde que luego de encontrar por accidente un centro de entrenamiento para escoltas, decide someterse al extenuante régimen de entrenamiento, el cual la ayuda a aprender el valor de la disciplina y el trabajo arduo.
En el 2017 se unió al elenco de la serie china Eternal Love (también conocida como: "Three Lives Three Worlds, Ten Miles of Peach Blossoms") donde dio vida a Bai Fengjiu, la sobrina de la monarca Bai Qian (Yang Mi) e interés romántico de Dong Hua (Vengo Gao).
Ese mismo año apareció en Pretty Li Hui Zhen donde interpretó a Li Huizhen.
En abril del mismo año se unió al elenco principal de la quinta temporada del exitoso programa de televisión chino Keep Running, donde formó parte hasta el final de la temporada ese mismo año. En febrero del 2018 Dilraba anunció por medio de un video que no regresaría al programa debido a conflictos con otros proyectos. Dilraba se unió al programa para reemplazar a la actriz Angelababy quien tuvo que dejarlo al finalizar la cuarta temporada debido a su embarazo. El programa de variedades es un spin-off del exitoso programa original surcoreano Running Man.
También se unió al elenco de la película Mr. Pride vs Miss Prejudice (también conocida como "Ao Jiao Yu Pian Jian") donde dio vida a la joven escritora en línea Tang Nannan, cuya vida comienza a tener situaciones hilarantes cuando conoce a Zhu Hou, el consentido joven rico de segunda generación (Leon Zhang).
El 14 de agosto del mismo año se unió al elenco principal de la serie The King's Woman donde interpretó a Gongsun Li, un joven guerrera, que termina enamorándose del rey Ying Zheng (Vin Zhang), hasta el final de la serie el 4 de octubre del 2017.
El 1 de marzo del 2018 se unió al elenco principal en la serie The Flame's Daughter donde dio vida a la amable y brillante Lie Ruge, la heredera del Liehuo Pavilion, hasta el final de la serie el 5 de abril del mismo año.
El 25 de junio del mismo año se unió al elenco principal de la serie Sweet Dreams donde interpretó a Ling Lingqi, una joven atractiva y amable que está enamorada de su jefe Bo Hai (Deng Lun), hasta el final de la serie el 23 de julio del mismo año.
En marzo del mismo año obtuvo su primera figura de cera en Madame Tussauds Wuhan.
A finales de septiembre se anunció que se había convertido en la nueva embajadora para "Mikimoto".
El 22 de enero del 2020 se unió al elenco principal de la serie-web Eternal Love of Dream (también conocida como "Three Lives, Three Worlds, The Pillow Book") donde dio vida nuevamente a Bai Fengjiu, papel que interpretó en la serie "Eternal Love", hasta el final de la serie el 5 de marzo del mismo año.
El 18 de mayo del mismo año se unió al elenco principal de la serie Love Advanced Customization donde interpretó a Zhou Fang, una ambiciosa diseñadora de modas con su propia compañía y marca, que luego de descubrir que su prometido la engaña el día de su boda se enamora de Song Lin (Huang Jingyu), hasta el final de la serie el 16 de junio del mismo año. También se unirá al reparto principal de la película The Legend of Sun and Moon (también conocida como "Saga of Light") donde dará vida a Chang'e, la diosa de la luna y esposa de Hou Yi (Shawn Dou).
El 31 de marzo de 2021 se unió al elenco principal de la serie The Long Ballad (también conocida como "Princess Changge" (长歌行)) donde interpretó a la Princesa Li Changge, una joven dispuesta a hacer lo necesario con tal de proteger a la gente de su dinastía, hasta el final de la serie el 3 de mayo del mismo año.
El 26 de julio del mismo año se unió al elenco principal de la serie You Are My Glory donde dio vida a Qiao Jingjing, una encantadora actriz top quien diez años después se reencuentra con su amor de la secundaria Yu Tu (Yang Yang) por quien todavía tiene sentimientos, hasta el final de la serie el 16 de agosto del miso año. La serie fue muy bien recibida por la audiencia.
En 2022 se espera que se una al elenco principal de la serie The Blue Whisper donde interpretará a Ji Yunhe, así como al elenco principal de la serie Legend of Anle donde dará vida a Ren Anle.

## Filmografía

### Series de televisión
| Año  | Título                      | Rol                  | Cadena                  | Notas              | Ref                  |
| ---- | --------------------------- | -------------------- | ----------------------- | ------------------ | -------------------- |
| 2013 | Anarhan                     | Anarhan              | CCTV                    | Papel Principal    |                      |
| 2014 | Swords of Legends           | Fuqu                 | Hunan TV                | Papel Secundario   |                      |
| 2014 | V Love                      | Wu Anbo (Amber)      | Tencent                 | Papel Principal    |                      |
| 2014 | Cosmetology High            | Qing Cheng           | Hunan TV                | Invitada (Ep. 3-6) |                      |
| 2014 | The Sound of Desert         | Li Ji                | Hunan TV                | Papel Secundario   |                      |
| 2015 | The Backlight of Love       | Jiang Li             | Tencent                 | Papel Principal    |                      |
| 2015 | Diamond Lover               | Gao Wen              | Anhui TV, Zhejiang TV   | Papel Principal    |                      |
| 2016 | Legend of Ban Shu           | Princess Loulan      | Tencent                 | Papel Secundario   |                      |
| 2016 | The Ladder of Love          | Song Zihan           | Jiangsu TV              | Papel Principal    |                      |
| 2016 | Six Doors                   | Su Yiqing            | Tencent                 | Papel Principal    |                      |
| 2016 | Hot Girl                    | Guan Xiaodi          | Hunan TV                | Papel Principal    |                      |
| 2017 | Pretty Li Hui Zhen          | Li Huizhen           | Hunan TV                | Papel Principal    |                      |
| 2017 | Diamond Lover (Special Cut) | Gao Wen              |                         | Papel Secundario   |                      |
| 2017 | Eternal Love                | Bai Fengjiu          | Jiangsu TV, Zhejiang TV | Papel Secundario   |                      |
| 2017 | The King's Woman            | Gongsun Li           | Zhejiang TV             | Papel Principal    |                      |
| 2018 | The Flame's Daughter        | Lie Ruge             | Youku                   | Papel Principal    |                      |
| 2018 | Sweet Dreams                | Bai Fengjiu          | Hunan TV                | Papel Principal    |                      |
| 2020 | Eternal Love of Dream       | Lie Ruge             | Tencent                 | Papel Principal    |                      |
| 2020 | Love Advanced Customization | Zhou Fang            | Hunan TV, iQiyi         | Papel Principal    |                      |
| 2021 | The Long Ballad             | Li Changge           | Tencent                 | Papel Principal    |                      |
| 2021 | You Are My Glory            | Qiao Jingjing        | Tencent                 | Papel Principal    | [ 46 ] [ 47 ] [ 48 ] |
| 2022 | The Blue Whisper: Part 1    | Ji Yun He            | Youku                   | Papel Principal    | [ 49 ] [ 50 ]        |
| 2022 | The Blue Whisper: Part 2    | Ji Yun He            | Youku                   | Papel Principal    |                      |
| 2023 | Legend of Anle              | Ren Anle / Di Ziyuan | Youku                   | Papel Principal    | [ 51 ] [ 52 ]        |
| 2023 | Prosecution Elites          | An Ni                | CCTV, Tencent           | Papel Principal    | [ 53 ]               |

### Películas
| Año  | Título                       | Papel            | Notas            |
| ---- | ---------------------------- | ---------------- | ---------------- |
| 2015 | Fall In Love Like A Star     | Hao Mei Li       | Papel Secundario |
| 2017 | Lost in your Eyes            | Dilraba Dilmurat | Papel Principal  |
| 2017 | Mr. Pride vs. Miss Prejudice | Tang Nan Nan     | Papel Principal  |
| 2017 | Namiya                       | Tong Tong        | Papel Principal  |
| 2018 | Live For Real                | Xiao Zi          | Papel Principal  |
| 2018 | 21 Carat                     | Liu Jia Yin      | Papel Principal  |
| 2021 | Date                         | Li Li            | Papel Principal  |
| 2021 | Dreams Come True             |                  | Papel Principal  |
| TBA  | The Legend of Sun and Moon   | Chang Er         | Papel Principal  |

### Programas de televisión
| Año  | Título                      | Cadena             | Notas                    |
| ---- | --------------------------- | ------------------ | ------------------------ |
| 2008 | Day Day Up                  | Hunan TV           | Invitada                 |
| 2014 | Laugh Out Loud              | Hunan TV, Mango TV | Invitada                 |
| 2015 | Happy Camp                  | Hunan TV, Mango TV | Invitada                 |
| 2016 | Star Talk                   |                    | Invitada                 |
| 2016 | Happy Camp                  | Hunan TV, Mango TV | Invitada                 |
| 2017 | Ace vs Ace: Season 2        | Zhejiang TV        | Invitada (Ep. 1)         |
| 2017 | Keep Running: Season 5      |                    | Miembro del elenco       |
| 2018 | Ni Hao! Mo Sheng Ren        | Tencent            | Invitada                 |
| 2018 | The Sound                   |                    | Invitada                 |
| 2018 | Shake It Up                 | Dragon TV          | Invitada                 |
| 2019 | The Sound: Season 2         |                    | Invitada (Ep. 2)         |
| 2019 | Produce Camp 2019           |                    | MC/Mentora               |
| 2019 | Go Fighting! Season 5       | Dragon TV          | Miembro del elenco       |
| 2019 | Meet at Temple of Heaven    | BTV                | Invitada (Ep. 1)         |
| 2019 | Feel the World              | iQiyi              | Presentadora (Ep. 1-2)   |
| 2021 | Happy Camp                  | Hunan TV, Mango TV | Invitada                 |
| 2021 | Go Fighting! Season 6       | Dragon TV          | Invitada (Ep. 1)         |
| 2021 | Bye 2021 Comedy Night       |                    | Invitada                 |
| 2021 | Happy Camp                  | Hunan TV, Mango TV | Invitada (20/03 – 08/07) |
| 2022 | Music Camplus               | iQiyi              | Invitada                 |
| 2023 | Divas Hit the Road Season 5 | Hunan TV, Mango TV | Miembro del elenco       |

### Eventos
| Año  | Título                                 | Notas                                        |
| ---- | -------------------------------------- | -------------------------------------------- |
| 2020 | Peace Elite Championship 2020          | junto a Wang Yibo, Hua Chenyu y Yang Chaoyue |
| 2021 | 2020 Weibo Night                       | [ 54 ]                                       |
| 2021 | 2021 GQMOTY Person of the Year Cremony | (Special Spring Poetry Livestream)           |
| 2022 | LUX                                    |                                              |

### Auspicios
| Año  | Título                                        | Notas                                                       |
| ---- | --------------------------------------------- | ----------------------------------------------------------- |
| 2017 | L'ORÉAL PARIS (CF)                            |                                                             |
| 2017 | Tencent VIP                                   | junto a Yang Mi y Yang Yang                                 |
| 2017 | Adidas Neo                                    |                                                             |
| 2018 | L’Oréal                                       |                                                             |
| 2018 | Sony Audio                                    |                                                             |
| 2018 | Rejoice                                       |                                                             |
| 2018 | Adidas Neo                                    | junto a Jackson Yee y Zheng Kai                             |
| 2018 | Sprite                                        |                                                             |
| 2019 | Adidas Neo Star Wars Collection               | junto a Jackson Yee                                         |
| 2019 | Anmuxi Yoghurt                                |                                                             |
| 2019 | Whisper                                       |                                                             |
| 2019 | Swisse                                        |                                                             |
| 2019 | Louis Vuitton                                 |                                                             |
| 2019 | YSL Perfumes                                  |                                                             |
| 2019 | Fox Spirit Matchmaker - Mobile Game           |                                                             |
| 2019 | Nescafé: Ready to Drink Product Line          | Portavoz                                                    |
| 2020 | Lux Bath and Body Product                     | Portavoz en la región de la Gran China                      |
| 2020 | All For Glory                                 | Portavoz del juego móvil                                    |
| 2021 | Tencent Video                                 |                                                             |
| 2021 | Louis Vuitton - Spring/Summer 2021 Collection |                                                             |
| 2021 | Tongyi Iced Tea                               | Portavoz                                                    |
| 2021 | Kronenbourg 1664                              | Portavoz                                                    |
| 2021 | Xtep                                          | Portavoz                                                    |
| 2021 | Qina                                          |                                                             |
| 2021 | Colorkey Cosmetics                            |                                                             |
| 2021 | Panerai                                       | Embajadora global de la marca (primera embajadora femenina) |
| 2021 | Miiow Thermalwear                             | Portavoz                                                    |
| 2021 | Adidas China                                  |                                                             |

### Anuncios
| Año  | Título                           | Notas               |
| ---- | -------------------------------- | ------------------- |
| 2018 | OPPO R15 - "Love for Real"       | junto a Wang Yibo   |
| 2019 | Adidas Neo Star Wars Collection  | junto a Jackson Yee |
| 2019 | Anmuxi Yoghurt                   |                     |
| 2020 | Anmuxi Chinese New Year Campaign |                     |
| 2021 | Oneleaf                          |                     |
| 2022 | Whisper                          |                     |
| 2022 | Roseonly                         | Embajadora          |
| 2022 | Molsion eyewear                  |                     |
| 2022 | AMX Dandong Strawberry Yoghurt   |                     |
| 2022 | Hennessy X.O                     |                     |
| 2022 | Mikimoto                         | Portavoz            |
| 2022 | Anmuxi                           |                     |
| 2022 | Molsion                          |                     |
| 2022 | Kronenbourg 1664                 |                     |
| 2022 | Swisse and Colorkey              |                     |
| 2022 | Anmuxi AMX                       |                     |

### Revistas / sesiones fotográficas
| Año  | Título                                                       | Notas                       |
| ---- | ------------------------------------------------------------ | --------------------------- |
| 2017 | BAZAAR (时尚芭莎)                                            | junto a Leo Wu              |
| 2019 | ELLE Men                                                     | (publicación de febrero)    |
| 2019 | So Figaro                                                    | (publicación #2241 y #2281) |
| 2019 | NeufMode Magazine                                            |                             |
| 2019 | Cosmopolitan China                                           | (publicación de octubre)    |
| 2019 | YSL Beauty                                                   |                             |
| 2019 | The Movie Channel’s New Media Center x Harper’s Bazaar China |                             |
| 2019 | Miss Sixty                                                   |                             |
| 2020 | L’Officiel China                                             | (publicación de febrero)    |
| 2020 | Southern Metropolis Entertainment                            |                             |
| 2020 | Miss Sixty                                                   |                             |
| 2020 | Grazia China                                                 | (publicación #461)          |
| 2020 | CosmoHits                                                    | (publicación #3)            |
| 2021 | Cosmopolitan China                                           | (publicación de enero)      |
| 2021 | Lifestyle Magazine                                           |                             |
| 2021 | Wonderland China                                             | (publicación de marzo)      |
| 2021 | Grazia China                                                 |                             |
| 2021 | TrendsHealth Magazine                                        |                             |
| 2022 | SuperELLE                                                    | (publicación de febrero)    |
| 2022 | Wonderland China’s issue                                     | (publicación de marzo)      |

## Eventos

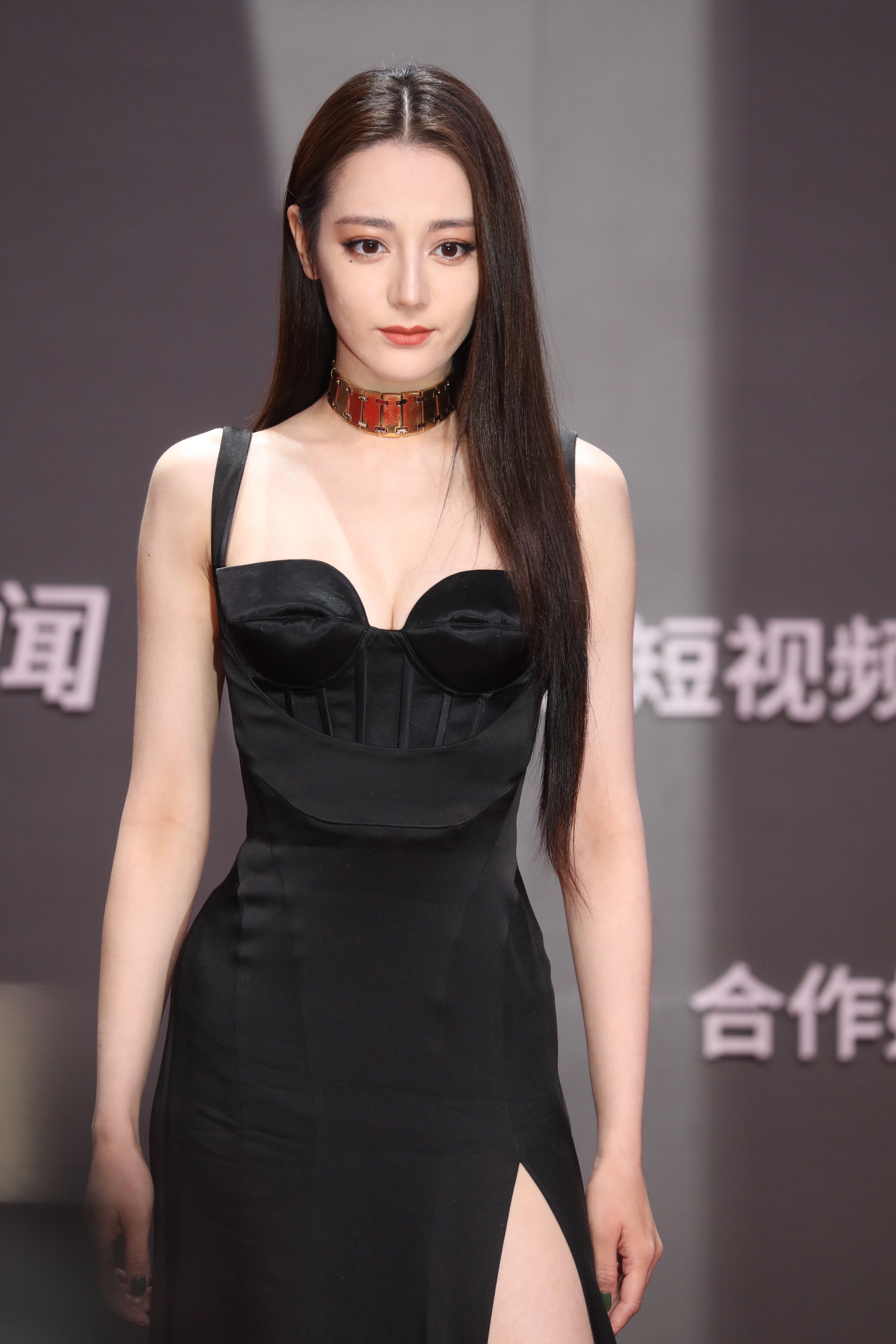
Dilraba Dilmurat en el 2020.

En junio del 2019 realizó un evento para celebrar su cumpleaños número 27 junto a sus fanes.
| Año  | Título                                                             | Notas      |
| ---- | ------------------------------------------------------------------ | ---------- |
| 2019 | Julive Property App Event                                          |            |
| 2019 | #LVSS20 Runway Show at Paris Fashion a Week                        |            |
| 2019 | Garmin Watch Brand Event                                           |            |
| 2019 | Cosmopolitan China - 2019 Cosmo Glam Night                         | [ 58 ]     |
| 2019 | 2019 Fashion Gala - Madame Figaro                                  |            |
| 2019 | Pechoin Brand Event                                                |            |
| 2019 | 2019 Tencent Video Star Awards                                     |            |
| 2019 | Dongfang/Dragon - New Year’s Eve Gala (New Year Countdown Concert) |            |
| 2020 | 2019 Jinri Toutiao Gala                                            |            |
| 2020 | 2019 Weibo Awards Ceremony                                         |            |
| 2020 | Adidas Neo Pop Up Store Event                                      | en Chengdu |

## Discografía

### Singles
| Año  | Título                                       | Álbum                                               | Notas                |
| ---- | -------------------------------------------- | --------------------------------------------------- | -------------------- |
| 2014 | "Our Era" (我们的时代)                       | OST de "V Love"                                     | junto al elenco      |
| 2016 | "Love in My Heart" (爱在心中)                | OST de "The Ladder of Love"                         |                      |
| 2017 | "Be Together Without Worries" (漂亮的在一起) | OST de "Love O2O"                                   |                      |
| 2017 | "Can't Bear To" (舍不得)                     | OST de "Pretty Li Hui Zhen"                         |                      |
| 2017 | '"Mr. Pride vs Miss Prejudice" (傲慢與偏見)  | OST de "Mr. Pride vs Miss Prejudice"                | junto a Leon Zhang   |
| 2017 | "A Lifetime of Adventure" (赴一場生命的冒險) | OST de "God Slayer"                                 | (videojuego)         |
| 2018 | "Yu Huo Cheng Shi" (浴火成诗)                | OST de "The Flame's Daughter"                       | junto a Mao Buyi     |
| 2018 | "好运聚一糖"                                 | Tema para el anuncio "阿尔卑斯糖"                   |                      |
| 2020 | "Deliberately"                               | OST de "Three Lives, Three Worlds, The Pillow Book" | junto a Silence Wong |

### Otros
| Año  | Título                          | Álbum                                                  | Notas                                                                                         |
| ---- | ------------------------------- | ------------------------------------------------------ | --------------------------------------------------------------------------------------------- |
| 2019 | "Growing Wild" de Li Yuchun     |                                                        | (interpretación durante el "Dragon TV New Year Countdown Concert")                            |
| 2020 | 战疫                            | Lanzado por China Federation of Literary & Art Circles | (canción y mensajes de apoyo a quienes luchan contra el coronavirus) - junto a otros artistas |
| 2020 | 手足                            |                                                        | (Homenaje a los héroes en la primera línea contra COVID-19) - junto a otros artistas          |
| 2020 | Beat on the Drums y Sing a Song |                                                        | (interpretación durante el "Dragon TV 2021 Countdown Gala")                                   |

## Auspicios y rol como Embajadora
En 2018 fue anunciada como la nueva embajadora de la marca "Dolce & Gabbana" de la región Asia-Pacífico junto al cantante chino Karry Wang.
| Año           | Marca                       | Notas                                           |
| ------------- | --------------------------- | ----------------------------------------------- |
| 2019-presente | Swisse - Multivitamin Brand | (Portavoz)                                      |
| 2019-presente | Clarins Skincare            | (Embajadora de la región del pacífico asiático) |
| 2019-presente | Miss Sixty                  | (portavoz para la Región Asia Pacífico)         |
| 2018-presente | Mikimoto                    |                                                 |
| 2018-presente | Nikon in China              | junto a Jing Boran                              |
| 2018-presente | P&G's Rejoice               | (en China y el sudeste asiático)                |
| 2018-presente | L'oreal Paris               | (en China y el sudeste asiático)                |
| 2018-presente | Sprite in China             |                                                 |
| 2018-presente | P&G's Whisper               | (Portavoz en China)                             |
| 2018          | Dolce & Gabbana             | junto a Karry Wang                              |
| 2017-presente | OPPO                        | (en China y Malasia)                            |

## Campañas Benéficas
En marzo del 2018 participó en la campaña benéfica de Whisper, "#LikeAGirl" en Wuhan.

## Premios y nominaciones
| Año  | Premio                                                     | Categoría                                       | Trabajo                                                 | Resultado |
| ---- | ---------------------------------------------------------- | ----------------------------------------------- | ------------------------------------------------------- | --------- |
| 2014 | Fashion Power Award                                        | Premio Nuevo Artista                            |                                                         | Ganadora  |
| 2015 | TV Star Power List                                         | Premio Nuevo Artista                            |                                                         | Ganadora  |
| 2015 | 7th China TV Drama Award                                   | Premio Nuevo Artista                            | Diamond Lover                                           | Ganadora  |
| 2016 | 19th Huading Award                                         | Mejor actriz de televisión de reparto           | Diamond Lover                                           | Nominada  |
| 2016 | 23rd Cosmo Beauty Ceremony                                 | Premio ídolo joven                              |                                                         | Ganadora  |
| 2016 | 2016 ENAward                                               | Mejor nueva actriz                              |                                                         | Ganadora  |
| 2016 | 5th iQiyi All-Star Carnival                                | Mejor actriz en ascenso                         |                                                         | Ganadora  |
| 2016 | Golden Guduo Media Award                                   | Mejor Actriz: Serie Web                         |                                                         | Nominada  |
| 2016 | 1st China Britain Film Festival                            | Mejor actriz revelación                         |                                                         | Ganadora  |
| 2017 | 10th Elle Fashion Award                                    | Premio al ídolo popular                         |                                                         | Ganadora  |
| 2017 | 10th The Mango TV Award                                    | Actriz más popular                              |                                                         | Ganadora  |
| 2017 | 8th Macau International Television Festival Award          | Mejor actriz de Reparto                         | Eternal Love                                            | Nominada  |
| 2017 | 23rd Shanghai Television Festival Award                    | Mejor actriz en un papel secundario             | Eternal Love                                            | Nominada  |
| 2017 | 2nd Tencent Video Star Awards                              | Actriz de televisión más popular del año        |                                                         | Ganadora  |
| 2018 | Powerstar Award Ceremony                                   | Actriz más popular                              |                                                         | Ganadora  |
| 2018 | Powerstar Award Ceremony                                   | Estrella popular del año                        |                                                         | Ganadora  |
| 2018 | China Screen (银幕风云榜) Award                            | Recién llegado del año                          |                                                         | Ganadora  |
| 2018 | Youku Young Choice Award                                   | Ídolo popular mundial                           |                                                         | Ganadora  |
| 2018 | Golden Data Entertainment Award                            | Mejor actriz en línea                           |                                                         | Ganadora  |
| 2018 | Golden Data Entertainment Award                            | Actriz con mayor atractivo para los fanáticos   |                                                         | Ganadora  |
| 2018 | China Entertainment Index Award                            | Artista más valiosa comercialmente              |                                                         | Ganadora  |
| 2018 | 2018 Weibo V Influence Summit                              | Los 10 mejores modelos de energía positiva      |                                                         | Ganadora  |
| 2018 | Golden Bud-The Third Network Film And Television Festival  | Mejor actriz (drama web)                        | The Flame's Daughter                                    | Nominada  |
| 2018 | 5th The Actors of China Award Ceremony                     | Actriz destacada (categoría de drama web)       | The Flame's Daughter                                    | Nominada  |
| 2018 | Shanghái International Film and Television Festival        | Mejor actriz (drama web)                        | The Flame's Daughter                                    | Ganadora  |
| 2018 | 29th China TV Golden Eagle Award                           | Mejor Actriz (Favorita)                         | Sweet Dreams, The Flame's Daughter y Pretty Li Hui Zhen | Ganadora  |
| 2018 | 12th China Golden Eagle TV Art Festival                    | Actriz más popular                              | Pretty Li Hui Zhen                                      | Ganadora  |
| 2018 | 12th China Golden Eagle TV Art Festival                    | Golden Eagle Goddess                            |                                                         | Ganadora  |
| 2019 | Powerstar Award Ceremony                                   | Actriz más popular                              |                                                         | Ganadora  |
| 2019 | Weibo Awards Ceremony                                      | Persona del año                                 |                                                         | Ganadora  |
| 2019 | 17th Chinese Film Performance Art Academy Award            | Mejor Actriz Revelación (Premio Golden Phoenix) | Namiya                                                  | Ganadora  |
| 2019 | Golden Tower Award                                         | Actriz más popular                              |                                                         | Ganadora  |
| 2019 | Cosmo Glam Night                                           | Persona del año (Dream)                         |                                                         | Ganadora  |
| 2019 | Tencent Video All Star Award                               | Estrella VIP de Tencent 2019                    |                                                         | Ganadora  |
| 2019 | Jinri Toutiao Awards Ceremony                              | Celebridad femenina más destacada               |                                                         | Ganadora  |
| 2020 | Weibo Awards Ceremony                                      | Artista popular del año                         |                                                         | Ganadora  |
| 2020 | 2nd Asia Contents Awards Busan International Film Festival | Mejor actriz                                    | Eternal Love of Dream                                   | Nominada  |
| 2020 | 2nd Asia Contents Awards Busan International Film Festival | Mejor estrella en ascenso                       | Eternal Love of Dream                                   | Nominada  |
| 2020 | Tencent Video All Star Night 2020                          | Estrellas VIP de Tencent Video                  |                                                         | Ganadora  |
| 2020 | Tencent Video All Star Night 2020                          | Actriz de drama popular del año                 |                                                         | Ganadora  |
| 2021 | Weibo Award                                                | Papel carismático del año                       |                                                         | Ganadora  |
| 2021 | 16th Seoul International Drama Award                       | Mejor actriz                                    | The Long Ballad                                         | Nominada  |
| 2021 | Golden Angel Award - Chinese American Film Festival        | Mejor actriz joven                              | The Long Ballad                                         | Ganadora  |